# Jack Ragland
Jack Williamson  Ragland (ur. 9 października 1913 w Hutchinson, zm. 14 czerwca 1996 w Tucson) – amerykański koszykarz, złoty medalista letnich igrzyskach olimpijskich w Berlinie. Wystąpił w dwóch spotkaniach.